# Histoire de cannibales
Pour plus de détails, voir Fiche technique et Distribution.
Histoire de cannibales (We're Going to Eat You ; 地獄無門, Dì yù wú mén) est un film hongkongais réalisé par Tsui Hark, sorti en 1980.

## Synopsis
Un policier est à la recherche d'un voleur dans un village peuplé de cannibales.

## Fiche technique
- Titre : We're Going to Eat You
- Titre original : 地獄無門, Dì yù wú mén
- Réalisation : Tsui Hark
- Scénario : Roy Szeto
- Studio de production : Seasonal Film Corporation
- Pays d'origine : Hong Kong
- Format : Couleurs - 2,35:1 - Mono - 35 mm
- Genre : Action, Horreur , Kung fu Comedy
- Durée : 90 minutes
- Date de sortie : 1980
- Interdit aux moins de 16 ans en France ( DVD Hk Video Edition 2004)

## Distribution
- Norman Chu : Agent 999
- Eddy Ko : le voleur
- Melvin Wong : Rolex